# Oligostachyum spongiosum
Oligostachyum spongiosum är en gräsart som först beskrevs av Cheng De Chu och Chi Son Chao, och fick sitt nu gällande namn av Qing Fang Zheng och Y.M.Lin. Oligostachyum spongiosum ingår i släktet Oligostachyum och familjen gräs. Inga underarter finns listade i Catalogue of Life.